# Краусс, Франц фон
Франц фон Краусс (нем. friedrich Franz von Krauß; 24 ноября 1837, Лайбах — 27 октября 1919, Вена) — австрийский государственный служащий, председатель Верховного суда Австрийской империи, глава департамента Венской полиции, краевой президент Герцогства Буковина (1892-1894).

## Биография
Франц фон Краусс родился 24 ноября 1837 года в Лайбахе в семье государственного служащего. 1858 года был принят на государственную службу. Его дядя, барон Карл фон Краусс, бывший министр юстиции, годом ранее был назначен председателем Верховного суда.
В 1878 году барон Франц фон Краусс был назначен начальником округа Винер-Нойштадт. В 1885 году был назначен председателем департамента Венской полиции. С 1885 по 1892 год — глава Штаб-квартиры полиции Вены.
22 мая 1892 года Франц фон Краусс был назначен краевым президентом герцогства Буковина. На этой должности ничем особо не отличился. После того как Краусс подал в отставку по собственному желанию 7 июня 1894 года, 13 июня 1894 года был уволен с должности краевого президента Буковины.
Франц фон Краусс умер 27 октября 1919 года в Вене и был похоронен на кладбище Гринцингер Фридхоф.